# Moulton (slott)
Moulton är ett slott i Storbritannien.   Det ligger i grevskapet Lincolnshire och riksdelen England, i den sydöstra delen av landet, 140 km norr om huvudstaden London. Moulton ligger 3 meter över havet.
Terrängen runt Moulton är mycket platt. Runt Moulton är det ganska tätbefolkat, med 96 invånare per kvadratkilometer. Närmaste större samhälle är Spalding, 6,6 km väster om Moulton. Trakten runt Moulton består till största delen av jordbruksmark.